# Ferdinand Bourqueney
Pour les articles homonymes, voir Bourqueney.
Louis Joseph Xavier Ferdinand Bourqueney est un homme politique français né le 12 juillet 1786 à Nozeroy (Jura) et mort le 10 octobre 1873 à Besançon.

## Biographie
Président de chambre à la cour d'appel de Besançon, il est député du Doubs de 1831 à 1834, siégeant avec la majorité conservatrice. Il prend sa retraite de magistrat en 1857.

## Sources
- « Ferdinand Bourqueney », dans Adolphe Robert et Gaston Cougny, Dictionnaire des parlementaires français, Edgar Bourloton, 1889-1891 [détail de l’édition]